# Amphilophus lyonsi
Amphilophus lyonsi är en fiskart som först beskrevs av Gosse, 1966.  Amphilophus lyonsi ingår i släktet Amphilophus och familjen Cichlidae. Inga underarter finns listade i Catalogue of Life.